# مارشال دي تيتش
مارشال دي تيتش أو كما يعرف باللّحية السوداء، هو من شخصيات أنمي ومانجا ون بيس، وهو قائد قراصنة اللّحية السوداء وأحد اليونكو، وشيتشيبوكاي سابق، وهو أحد الشخصيات الرئيسية في ون بيس.

## مظهره
مارشال رجل في منتصف العمر كبير الجسد، طويل (وضخم البنية)، ذو فم كبير مع بعض الأسنان المكسورة (رغم أنّه أحياناً يظهر بأسنانه كاملة)، وشعر مموج كثيف وطويل إلى الرقبة، كثيف شعر الصدر، لديه لحية سوداء يزداد طولها مع مرور الحلقات، في أول ظهور له في بلدة موك كان يرتدي قميص أبيض مفتوح الأزرار مع الأكمام مرفوعة وبنطلون أخضر ووشاح أصفر وربطة رأس. وعندما ظهر في جزيرة بانارو أضاف إلى لبسه جاكيت كابتن أسود وخواتم في جميع أصابعه وأسوار في كلتا يديه. وفي اجتماع الشيتشيبوكاي في القاعدة الرئيسية للبحرية أضاف قلادة خرز واستبدل القميص الأبيض بأحمر وثلاث مسدسات تحت الوشاح.

## شخصيته
شخصية اللّحية السوداء هي خليط بين الشجاعة والغدر، الذكاء والمكر مع أن شخصيته تبدو قوية ومخيفة إلا أنه في عيون الآخرين قد يبدو ضعيف وسخيف. تفكيره بعيد المدى فقد انضم إلى الشيتشيبوكاي فقط ليستطيع الوصول إلى الإمبل داون ليحصل على أعضاء لطاقمه، اللّحية السوداء يهتم بطاقمه والدليل أن قام بعمل صفقة مع البحرية من أجل الحصول على سفينة تكفي لأن تحمل سانخوان وولف.
يطمح لأن يكون ملك القراصنة القادم. اللّحية السوداء كـ بقية أصحاب إرادة الدي يؤمن بالقدر والأحلام ولكنه.

## قدراته
بعد إعدام روجر بوقت ما تقاتل اللّحية السوداء ضد شانكس وسبب له الجرح الذي على عينه اليسرى ولم يكن قوى فاكهة الشيطان وقتها وذكر شانكس أن الهجوم لم يكن خفية. جرح أحد اليونكو بدون قوى فاكهة الشيطان يدل على قوة اللّحية السوداء، وبعد أحداث حرب المارينفورد إعترف الجوروسي بأن اللّحية السوداء هو أقرب شخص لمنصب اليونكو بدلاً عن اللّحية البيضاء.

## فواكه الشيطان
تيتش هو الشخص الوحيد الذي يمتلك فاكهتان وهما.

### الفاكهة الأولى
و هي فاكهة الظلام تسمح للمستخدم بالتحول إلى الظلمة والقدرة المميزة للفاكهة هي إلغاء قدرات مستخدمي فواكه الشيطان بمجرد لمسهم، مثل الثقب الأسود المستخدم يستطيع ابتلاع أي شيء داخل دوامة.
و هجماته هيه:
الثقب الأسود في هذا الهجوم يقوم المستخدم بنشر الظلمة على مساحة كبيرة ويقوم بابتلاع كل شيء يقوم باختياره داخل الثقب الأسود ويتم سحقه.

الدوامة السوداء في هذا الهجوم تخرج دوامة سوداء من يد المستخدم لسحب الخصم إلى قبضته.

### الفاكهة الثانية
وهي تدعى غورا غورا نو مي (Gura Gura no Mi)، تعطي المستخدم القدرة على خلق اهتزازات لعمل الزلازل وموجات التسونامي وهي فاكهة فتاكة كان يستخدمها ايدوار نيوجايت (اللّحية البيضاء) ولكن أكلها تيتش بعد موت إيدوارد، ويمكنه اصطناع هجمات فتاكة مثل فقاعة الدمار.

## ماضيه
اللّحية السوداء انضم إلى طاقم اللّحية البيضاء فقط من أجل زيادة فرص العثور على فاكهة الظلام وبعد فترة من الزمن عثر عليها ساتشي قائد الأسطول الرابع فقام اللّحية السوداء بقتله وسرقة الفاكهة.

### في جايا
بعد أن هزم لوفي كروكدايل ذهب لافيتي إلى اجتماع الشيتشيبوكاي ورشح اللّحية السوداء بديلاً لـ كروكودايل. ولكن وقتها لم يكن للحية السوداء سمعة لذا قرر أن يقبض على قرصان بـ مكافئة أعلى من 100,000,000 بيلي وصادف وجود لوفي في نفس الجزيرة مع أنه قبل أن يقرر ذلك قال للوفي خطاب عن أحلام القراصنة، وقد ألتقى الأثنان في أحد المقاهي وحدث بينهما شجار من أجل الطعام لكن نامي أوقفت الشجار، وبعدها لحق بلوفي لقتاله والقبض عليه هو وزورو ولكن أرتفع موج البحر وأنقذفت سفينة قبعة القش إلى جزيرة السماء التي كانوا يقصدوها، ولكن اللّحية لسوداء قال أنهم سيعودون.

### في بانارو
عندما كان اللّحية السوداء يقراء الجريدة عن أحداث الإنيس لوبي، فجأة ظهر بورتغاس دي إيس وأخبره أنه جاء ليعاقبه لأنه قتل أحد أعضاء طاقمه فعرض اللّحية السوداء على ايس أن ينضم إلى طاقمه، لكنه رفض وبعد ذلك حدث قتال ضخم انتهى بتصادم بين كرة ظلام وكرة نار انتهت بفوز اللّحية السوداء وتسليم ايس إلى البحرية.

### حرب اللّحية البيضاء
ذهب اللّحية السوداء إلى اجتماع الشيتشيبوكاي من أجل الحرب على اللّحية البيضاء ولكن قبيل بداية الحرب قام بسرقة سفينة وذهب إلى الإمبل داون من أجل الحصول على أعضاء للطاقم، وفي المستوى الرابع تقابل اللّحية السوداء مع لوفي وعندما علم لوفي بأنه هو السبب في القبض على ايس قام بـ مهاجمته وقال له اللّحية السوداء أن الهاكي عنده تطور، وفي نهاية الحرب دخل اللّحية السوداء إلى المارينفورد ومعه خمسة أعضاء جدد ليشهد موت اللّحية البيضاء. وأخبر سينجيكو بأن سبب قبوله لمنصب الشيتشيبوكاي فقط ليستطيع الوصول إلى الإمبل داون.بعد ذلك قام اللّحية السوداء بالهجوم على اللّحية البيضاء ولكنه هزم بسهوله فقام بقية طاقمه بالهجوم على اللّحية البيضاء وقتله.

### بعد الحرب
قام اللّحية السوداء بصفقه مع الحكومة بتسليم جولري بوني مقابل الحصول على سفينه ضخمة ولكن عندما وصلت السفينة إلى مكان اللّحية السوداء كان على متنها الأدميرال أكاينو وتمكن القناص فان أوغر من رؤيته، فهرب هو وطاقمه تاركين بوني خلفهم.

## معاركه
- اللّحية السوداء ضد شانكس

النتيجة: انتهت المعركة بدون فائز وتسببت بالخدش على عين شانكس وتكسر أسنان تيتش.
- اللّحية السوداء ضد ساتشي

النتيجة: فوز اللّحية السوداء وحصوله على فاكهة الظلام.
- اللّحية السوداء ضد ساركيز

النتيجة: لم تكن معركة لكن ساركيز أستخف بتيتش وقام الأخير برميه بقوة على الأرض.
- اللّحية السوداء ضد سينجوكو

النتيجة: انتهت المعركة بعد أن تدخل شانكس لإيقاف الحرب وكانوا شبه متعادلين ولكن تعرض تيتش وطاقمه لإصابات
- اللّحية السوداء ضد بورتغاس دي إيس

النتيجة: فوز تيتش وتسليم إيس لقوات البحرية.
- طاقم اللّحية السوداء ضد ماجيلان

النتيجة: فوز ماجيلان بسهولة
▪ اللّحية السوداء ضد لوفي
النتيجة: تعادل لأنهم توقفوا عن القتال
- اللّحية السوداء ضد اللّحية البيضاء

النتيج: فوز اللّحية البيضاء بسهولة
▪ اللّحية السوداء وطاقمه ضد اللّحية البيضاء
النتيجة: موت اللّحية البيضاء

## الاختلافات في الانمي والمانغا
في المانغا لم يتبين كيف قام تيتش بقتل ساتشي لكن في الانمي تبين كيف قتله

في الانمي، أستمرت المعركة بين تيتش واللّحية البيضاء أكثر مما هي عليه في المانغا حيث تمكن تيتش في الانمي من لكم اللّحية البيضاء عدة مرات، وأيضا تصدى لضربة اللّحية البيضاء بواسطة فاكهة الظلام قبل ان يأتي بقية طاقمه لقتل اللّحية البيضاء، في المانغا لم يفعل تيتش شيئا سوى انه تفادى ضربة واحدة من اللّحية البيضاء وهزم بعدها بسرعة 

في المانغا فاكهة اليامي يامي نومي في يده اليسرى والغورا غورا نومي في يده اليمنى اما في الانمي فالعكس

عندما قام اللّحية السوداء (تيتش) بقلب البحر تمكن قراصنة القلب من الهرب من هجوم الادميرالات عليهم.

## هوامش
- مارشال دي تيتش (اللّحية السوداء) تم اقتباسه من القرصان الحقيقي المشهور إدوارد ثاتش اللّحية السوداء
- في فيلم ون بيس العالم القوي، ظهر شخص ينظر إلى قراصنة الاسد الذهبي شيكي وكان يشبه تيتش كثيرا والاختلاف الوحيد كان في الاسنان
- في الفصل 581، عند تحرير سجناء الامبل داون في المستوى السادس، ظهر تيتش وكانت اسنانه كاملة وقد اوضح اودا ان هذا كان خطئه.
- الغذاء المفضل لدى تيتش هي فطيرة الكرز
- الغريب في ون بيس ملف البيانات الكبير الازرق الذي يظهر قصة ون بيس من ساغا الأزرق الشرقي إلى منتصف حدث جايا، لم يظهر تيتش على أنه مارشال دي تيتش بالسمي برجل الفطائر زبون عادي في موك تاون.
- تيتش هو الشخص الوحيد الذي أصبح تشيبوكاي ومن ثم أصبح يونكو.
- وهو اليونكو الوحيد الذي تبين انه كان يعمل تحت امرة يونكو آخر.
- في الاستطلاع الخامس لون بيس لأكثر شخصية شعبية في اليابان، حصل تيتش على المركز ال67